# مستکفی
المستکفی (نام کامل وی:أبو القاسم عبدالله ابن المکتفی ابن المعتضد، المستکفی بالله) خلیفه ای از خلفای عباسی در بغداد بود که از سالهای ۹۴۴ تا ۹۴۶ در سرزمین‌های اسلامی فرمان می‌راند. هنگام خلع ابواسحاق ابراهیم متقی، با او بیعت شد. او خود را مستکفی لقب نهاد و به خلافت نشست. مدت خلافت وی یک سال و چهارماه بود، در سال ۳۳۴ قمری از معزالدوله دیلمی شکست خورد. 